# Cape Jervis (udde)
Cape Jervis är en udde i Australien. Den ligger i kommunen Yankalilla och delstaten South Australia, omkring 83 kilometer sydväst om delstatshuvudstaden Adelaide.
Runt Cape Jervis är det mycket glesbefolkat, med 4 invånare per kvadratkilometer.. Närmaste större samhälle är Delamere, nära Cape Jervis. 
Trakten runt Cape Jervis består till största delen av jordbruksmark. Genomsnittlig årsnederbörd är 863 millimeter. Den regnigaste månaden är juni, med i genomsnitt 172 mm nederbörd, och den torraste är januari, med 24 mm nederbörd.